# Энтони, Пирс
Пирс Э́нтони Ди́ллингэм Дже́йкоб (англ. Piers Anthony Dillingham Jacob; известен как Пирс Энтони; род. 6 августа 1934 года в Оксфорде, Великобритания) — американский писатель-фантаст английского происхождения. Книги его относятся преимущественно к жанру фэнтези, есть также научная фантастика. Самое известное его произведение — серия «Ксанф» (Xanth), которая насчитывает более 40 книг. Пирс Энтони опубликовал книги «на все буквы алфавита», от Anthonology до Zombie Lover, всего более сотни произведений.

## Биография
Родился в британском Оксфорде в семье квакеров; отец Энтони был американцем. Родители уехали в Испанию в 1939 году, в разгар гражданской войны, взяв с собой сына. В Испании они занимались благотворительной деятельностью. После прихода к власти Франко отца арестовали как подозрительного иностранца и вскоре выслали из страны. Семья Энтони решила переселиться в США, куда и прибыла в 1940 году.
1956: окончил колледж и женился на однокурснице Кэрол Энн Мабл (Carol Ann Marble). После нескольких неудачных попыток найти работу завербовался в армию, где служил до 1959 года.
1958: проходя службу в армии, получил американское гражданство.
После армии некоторое время работал учителем в Сент-Питерсбурге (Флорида), затем полностью посвятил себя писательской деятельности.
1963: первый напечатанный рассказ (Possible to Rue).
1967: опубликован первый роман («Хтон»). Повесть «Сос по прозвищу „Верёвка“» получает первый приз на литературном конкурсе.
Первые произведения Пирса Энтони относились к научной фантастике, но вскоре он почти полностью переключился на фэнтези.
1977: выходит первый роман из серии «Ксанф», Заклинание для Хамелеона (A Spell for Chameleon). Грандиозный успех романа заставляет писателя продолжить серию.
В настоящее время Пирс Энтони живёт с женой в штате Флорида на собственном ранчо. У них родились две дочери, Пенни и Черил. 3 сентября 2009 года Пенни (Пенелопа Кэролайн Джейкоб) умерла, у неё осталась дочь Логан.
Пирс Энтони — убеждённый вегетарианец.

### Книжные серии
- Apprentice Adept (Начинающий адепт)
  1. Split Infinity (Расколотая бесконечность, 1980)
  2. Blue Adept (Голубой адепт, 1981)
  3. Juxtaposition (1982) (Совмещение, 2011)
  4. Out of Phaze (1987) (Вне Фазы, 2015)
  5. Robot Adept (1988) (Робот-адепт, 2016)
  6. Unicorn Point (1989) (Точка зрения единорога, 2017)
  7. Phaze Doubt (1990) (Сдвиг по Фазе, 2017)

- Aton (Атон)
  1. Chthon (Хтон, 1967)
  2. Phthor (Фтор, 1975)

- Battle Circle (Боевой круг)
  1. Sos the Rope (Сос по прозвищу Верёвка, 1968)
  2. Var the Stick (Вар по прозвищу Палка, 1972)
  3. Neq the Sword (Нек по прозвищу Меч, 1975)

- Bio of a Space Tyrant (Космический тиран)
  1. Refugee (1983)
  2. Mercenary (1984)
  3. Politician (1985)
  4. Executive (1985)
  5. Statesman (1986)
  6. The Iron Maiden (2001)

- ChroMagic
  1. Key to Havoc (2002)
  2. Key to Chroma (2003)
  3. Key to Destiny (2004)
  4. Key to Liberty (2007)
  5. Key to Survival (2008)

- Cluster
  1. Cluster (1977)
  2. Chaining the Lady (1978)
  3. Kirlian Quest (1978)
  4. Thousandstar (1980)
  5. Viscous Circle (1982)

- Geodyssey
  1. Isle of Woman (1993)
  2. Shame of Man (1994)
  3. Hope of Earth (1997)
  4. Muse of Art (1999)
  5. Climate of Change (в работе)

- Incarnations of Immortality (Воплощения бессмертия)
  1. On a Pale Horse (На коне бледном, 1983)
  2. Bearing an Hourglass (Властью песочных часов, 1984)
  3. With a Tangled Skein (С запутанным клубком, 1985)
  4. Wielding a Red Sword (С мечом кровавым, 1986)
  5. Being a Green Mother (Зелёная мать, 1987)
  6. For Love of Evil (Возлюбивший зло, 1988)
  7. …And Eternity (И навсегда, 1990)
  8. Under a Velvet Cloak (Под вельветовым плащом, 2007)

- Of Man and Manta
  1. Omnivore (1968)
  2. Orn (1970)
  3. 0X (1976)

- Mode
  1. Virtual Mode (1991)
  2. Fractal Mode (1992)
  3. Chaos Mode (1993)
  4. DoOon Mode (2001)

- Pornucopia
  1. Pornucopia (1989) (2002)
  2. The Magic Fart (2003)

- Tarot (написана как один роман, но издатель потребовал разделить на части)
  1. God of Tarot (1977)
  2. Vision of Tarot (1980)
  3. Faith of Tarot (1980)
(продолжена в серии Cluster).

- Xanth (Ксанф)
  1. A Spell for Chameleon (Заклинание для Хамелеона, Чары для Хамелеоши, 1977)
  2. The Source of Magic (Источник магии, 1979)
  3. Castle Roogna (Замок Ругна, 1979)
  4. Centaur Aisle (Волшебный коридор, 1982)
  5. Ogre, Ogre (Огр! Огр!, 1982)
  6. Night Mare (Кобылка-страшилка, 1983)
  7. Dragon on a Pedestal (Дракон на пьедестале, 1983)
  8. Crewel Lye (Жгучая ложь, 1985)
  9. Golem in the Gears (Голем в оковах, 1986)
  10. Vale of the Vole (Долина Прокопиев, 1987)
  11. Heaven Cent (Небесное сольдо, 1988)
  12. Man from Mundania (Мерфи из Обыкновении, 1989)
  13. Isle of View (Взрослые тайны, 1990)
  14. Question Quest (Искатель Искомого, 1991)
  15. The Color of Her Panties (Цвета её тайны, 1992)
  16. Demons Don’t Dream (Демоны не спят, 1993)
  17. Harpy Thyme (Время гарпии, 1994)
  18. Geis of the Gargoyle (Проклятье горгулия, 1995)
  19. Roc and a Hard Place (Суд над Роксаной, 1995)
  20. Yon Ill Wind (Злобный ветер, 1996)
  21. Faun & Games (Игры фавна, 1997)
  22. Zombie Lover (Моя любовь — зомби, 1998)
  23. Xone of Contention (Зона раздора, 1999)
  24. The Dastard (Сквернавец, 2000)
  25. Swell Foop (Малакуча, 2001)
  26. Up In A Heaval (Красное Пятно, 2002)
  27. Cube Route (2003)
  28. Currant Events (2004)
  29. Pet Peeve (2005)
  30. Stork Naked (2006)
  31. Air Apparent (2007)
  32. Two to the Fifth (2008)
  33. Jumper Cable (2009)
  34. Knot Gneiss (2010)
  35. Well-tempered Clavicle (2011)
  36. Luck of the Draw (2012)
  37. Esrever Doom (2013)
  38. Board Stiff (2014)
  39. Five Portraits (2015)
  40. Isis Orb (2016)
  41. Ghost Writer in the Sky (2017)

### Отдельные произведения
- Macroscope (1969)
- Hasan (1969, переработан в 1977)
- Prostho Plus (1971)
- Race Against Time (1973)
- Rings of Ice (1974)
- Triple Detente (1974)
- But What of Earth?
- Steppe (1976)
- Mute (1981)
- Anthonology (1985, сборник рассказов)
- Ghost (1986)
- Shade of the Tree (1986)
- Total Recall (1989) (новеллизация фильма «Вспомнить всё» по рассказу Филипа Дика)
- Hard Sell (1990)
- Firefly (1990)
- Balook (1990)
- Tatham Mound (1991)
- MerCycle (1991)
- Alien Plot (1992, сборник рассказов)
- Killobyte (1993)
- Volk (1996)
- Realty Check (1999)
- Relationships (2006, сборник рассказов)
- Relationships, Vol. 2 (2007)
- Relationships, Vol. 3 (2008)
- Tortoise Reform (2007)

### Совместные произведения
- Kelvin of Rud (серия «Кельвин из Рада», с Робертом Е. Маргроффом)
  - Dragon’s Gold (Золото дракона, 1987)
  - Serpent’s Silver (Серебро змея, 1988)
  - Chimaera’s Copper (Медь химеры, 1990)
  - Orc’s Opal (1990)
  - Mouvar’s Magic (1992)

- Jason Striker (серия «Джейсон Страйкер», с Роберто Фуэнтесом)
  - Kiai! (1974)
  - Mistress of Death (1974)
  - Bamboo Bloodbath (1974)
  - Ninja’s Revenge (1975)
  - Amazon Slaughter (1976)
  - Curse of the Ninja (1976)

- The Ring (1968, с Робертом Е. Маргроффом)
- The ESP Worm (1970, с Робертом Е. Маргроффом)
- Pretender (1979, с Фрэнсис Холл)
- Through the Ice (1989, с Робертом Корнуайзом)
- Dead Morn (1990, с Роберто Фуэнтес)
- The Caterpillar’s Question (1992, с Филипом Хосе Фармером)
- If I Pay Thee Not in Gold (1993, с Мерседес Лэки)
- The Willing Spirit (1996, с Альфредом Телла)
- Spider Legs (1998, с Клиффордом А. Пиковером)
- Quest for the Fallen Star (1998, с Джеймсом Ричи и Аланом Риггсом)
- Dream a Little Dream (1999, с Джули Брейди)
- The Gutbucket Quest (2000, с Роном Лемингом)
- The Secret of Spring (2000, с Джо Энни Тош)
- Starkweather: Immortal 0 (2007, с Дэвидом А. Родригесом)

## Награды
- 1967 — номинация на премию «Небьюла» за роман «Хтон»
- 1968 — номинация на премию «Хьюго» за роман «Хтон»
- 1969 — номинация на премию «Хьюго» за рассказ «Getting Through University»
- 1970 — номинация на премию «Хьюго» за роман «Макроскоп»
- 1978 — премия «British Fantasy Society» за роман «Заклинание для хамелеона»

## Сайты
- hipiers.com — официальный сайт Пирс Энтони
- Биография Пирса Энтони
- Биография и библиография на fantlab.ru
- Полная библиография